# Schloss Wohnwitz

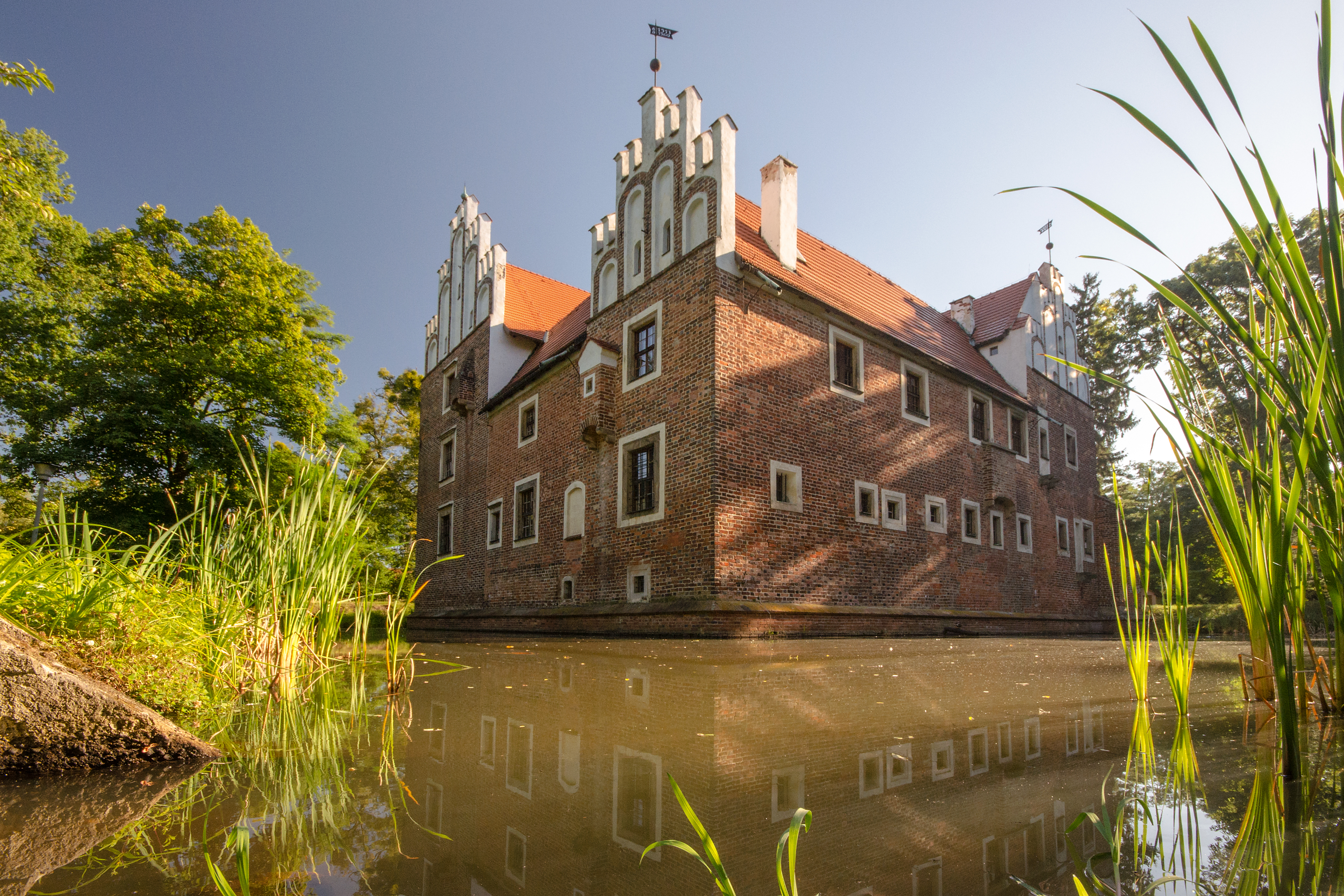
Schloss Wohnwitz

Das Schloss Wohnwitz (polnisch Zamek w Wojnowicach) ist ein Wasserschloss in Wojnowice (deutsch Wohnwitz) in der Stadt-und-Land-Gemeinde Miękinia (Nimkau) im Powiat Średzki (Kreis Neumarkt) in der Woiwodschaft Niederschlesien in Polen. Es ist die älteste durchgehend genutzte Niederungsburg Schlesiens und weitgehend in ihrem ursprünglichen Baubestand eines Festen Hauses mit umgebendem Wassergraben erhalten. Die polnische Bezeichnung ‚Zamek na wodzie‘ ist kein Name, sondern bedeutet ‚Burg auf dem Wasser‘, also ‚Wasserburg‘.

## Geschichte

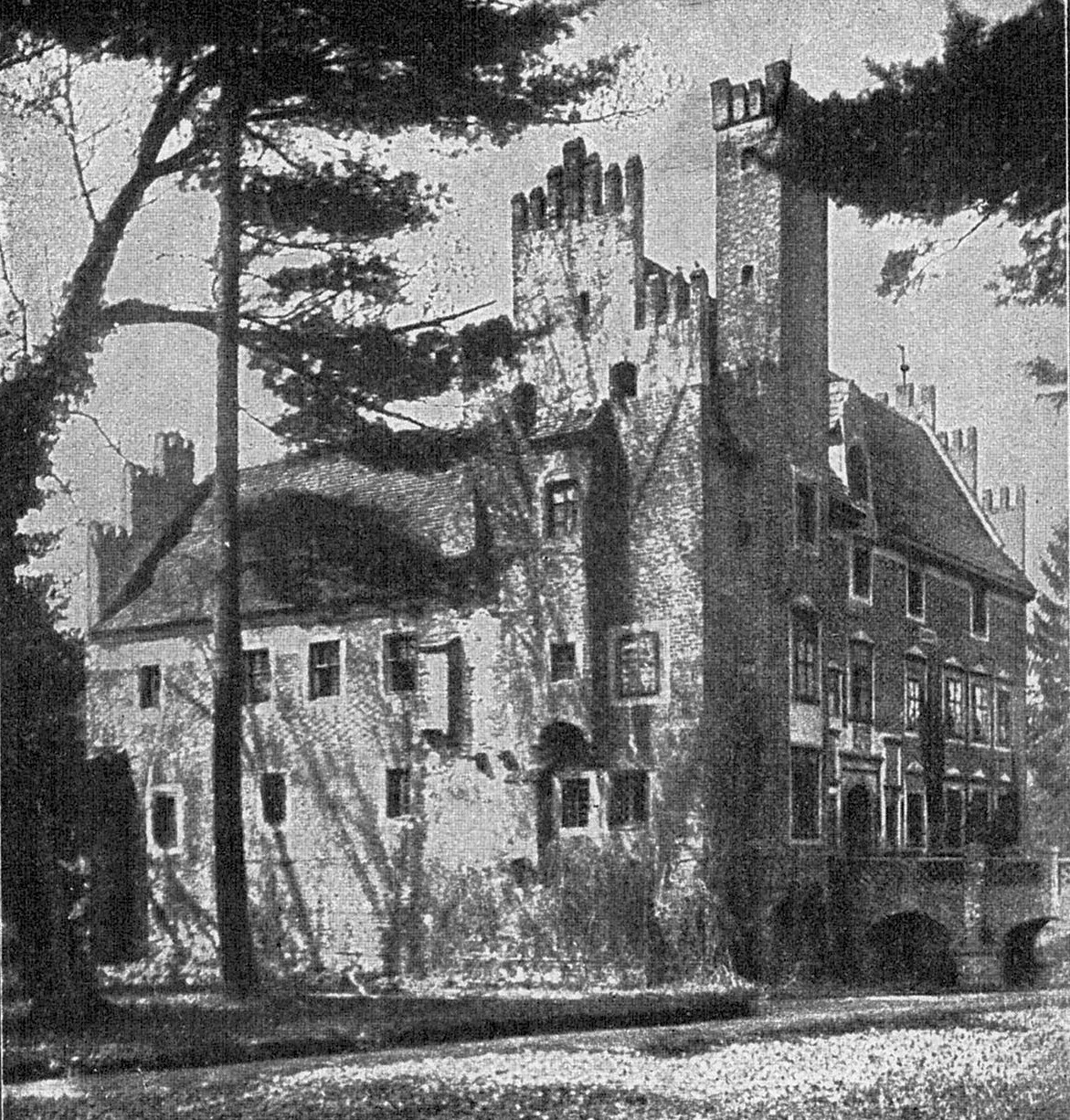
Ansicht um 1929

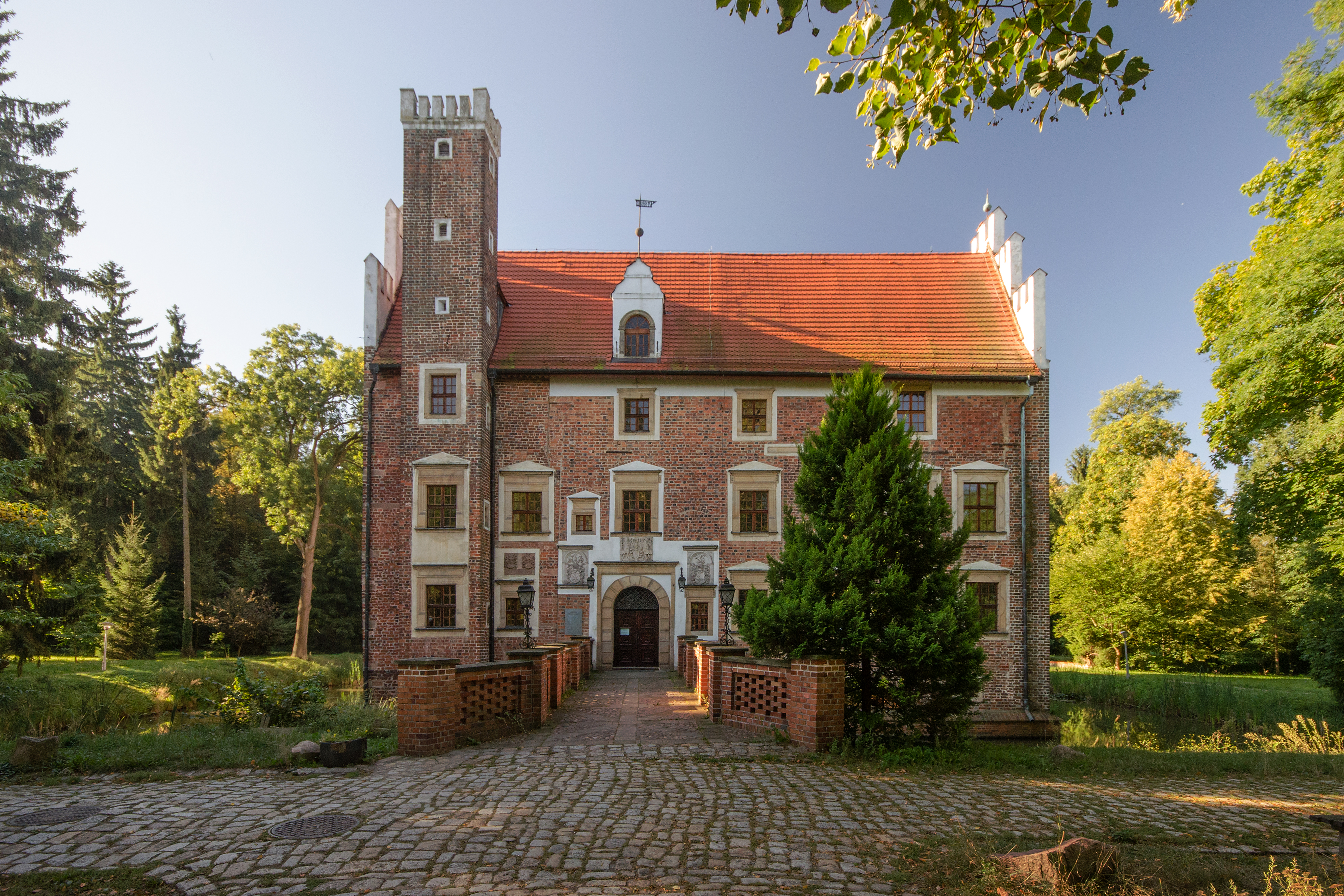
Vorderansicht

Das Rittergut Wohnwitz wurde erstmals 1351 urkundlich erwähnt. Damals verlieh der böhmische König und spätere Kaiser Karl IV. das Gut dem Johann Skopp, der ein Gefolgsmann des Breslauer Herzogs Heinrich VI. war. 1409 wurde die Burg an die Freiherren von Schellendorf, 1511 an Christoph Hornig, dann an die Haunold und wieder an die Hornig verkauft.
Nikolaus von Schebitz, Landeshauptmann des Fürstentums Breslau, begann ab 1513 einen Neubau, der durch die Bauinschrift «Im 1513 Bavth mich wonewitz niclas Schewitz» belegt ist. Nach dessen Tod erwarb Lukretia Boner das Gut, deren erster Ehemann, der Flame Jakob Boner, der in Breslau ansässig war, den Bau 1545/46 fortführte. Dieser Vorgang ist mit der Inschrift «IACOB BONER BAVET MICH» bezeugt. Lukretias zweiter Ehemann Andreas von Hertwig hat den Bau vermutlich 1560 vollendet. Diese Jahreszahl ergibt sich aus dem Wappen über dem Renaissance-Portal.
Ab 1590 war Friedrich von Sebitz Besitzer, 1601 Ernst Schweidinger, der es an Carl von Hohberg verkaufte. Nach dessen Tod wurde das Gut vom böhmischen Landesherrn Rudolf II. als erledigtes Lehen eingezogen und 1609 an die Freiherren von Saurma vergeben, die es 1649 dem Veit Rötel von Reichenau verkauften. Ab 1652 war das Schloss im Besitz der Familie von Mudrach, die es den Grafen Maltzahn vererbte, die das Schloss bis 1825 behielten. Vor 1892 geriet es in die bürgerliche Hände des thüringischen Fabrikbesitzers Viktor Weiß aus Langensalza und war in Pacht gegeben. 1894 gelangte es an Egmont von Kramsta (1853–1909), verheiratet mit Emma (Agnes) von Wilcke. Wohnwitz war ein Teil seines Gesamtbesitzes von 2878 ha, die Familie lebte in Groß Bresa. Letzte Eigentümerin war die Familie von Johnston, und zwar die Tochter Margarita, verheiratet zuerst mit Hugo von Johnston (1873–1942), dann seit 1934 mit dem späteren Oberst Eberhard von Livonius. Auch sie lebten in Klein Bresa und nicht in Wohnwitz. Eigentümerin von Wohnwitz blieb natürlich Margarita von Livonius. Ihr neuer Mann und Gutsbesitzer von Herschelswaldau agierte als Generalbevollmächtigter, an der Spitze der Gutsverwaltung arbeitete ein Oberinspektor und ein Förster. Zum Besitz gehörte eine Dampfbrennerei und eine Kartoffelstärkefabrik. Das Rittergut Wohnwitz hatte nach der Letztausgabe des Gothaischen Genealogischen Taschenbuchs von 1942 einen Einzelumfang von 370 ha.
Nach dem Übergang an Polen 1945 war das Schloss, bis auf einen teilweisen Verfall der Wassergräben, gut erhalten. 1974 bis 1986 wurde es renoviert. Zeitweise wurde es vom polnischen Kunsthistorikerverband genutzt. Heute dient es als Tagungszentrum der Universität Breslau.

## Bauwerk
Das Schloss Wohnwitz ist eine Vierflügelanlage mit hohen Satteldächern. Typisch für die schlesische Gotik ist Backstein für das Mauerwerk und Sandstein für die Zierglieder des Baus. Die Staffelgiebel zeigen die für Schlesien typischen geputzten Blenden zwischen gotischen Umrahmungen.
Der Ostteil des Nordflügels ist der älteste Teil aus dem Jahre 1513. Die Portalgewände dieses Bauteils sind noch gotisch. An die Baugruppe von 1513 schließt sich die Eingangshalle des Nordflügels an. Der anschließende Ostflügel wurde im frühen 16. Jahrhundert errichtet, die anderen zweigeschossigen Flügel stammen aus der dritten Bauphase.
Der Innenhof, um den sich die Flügel gruppieren, hat eine auf drei Arkaden gelagerte Loggia an der Ostseite. Vermutlich hatte der Bau früher einen Sgraffitoputz, der im 19. Jahrhundert beseitigt wurde. Im Obergeschoss des Nordflügels befindet sich eine Arkadenhalle mit einer korinthischen Mittelsäule. In einigen Räumen haben sich Wanddekorationen aus der Renaissancezeit erhalten.

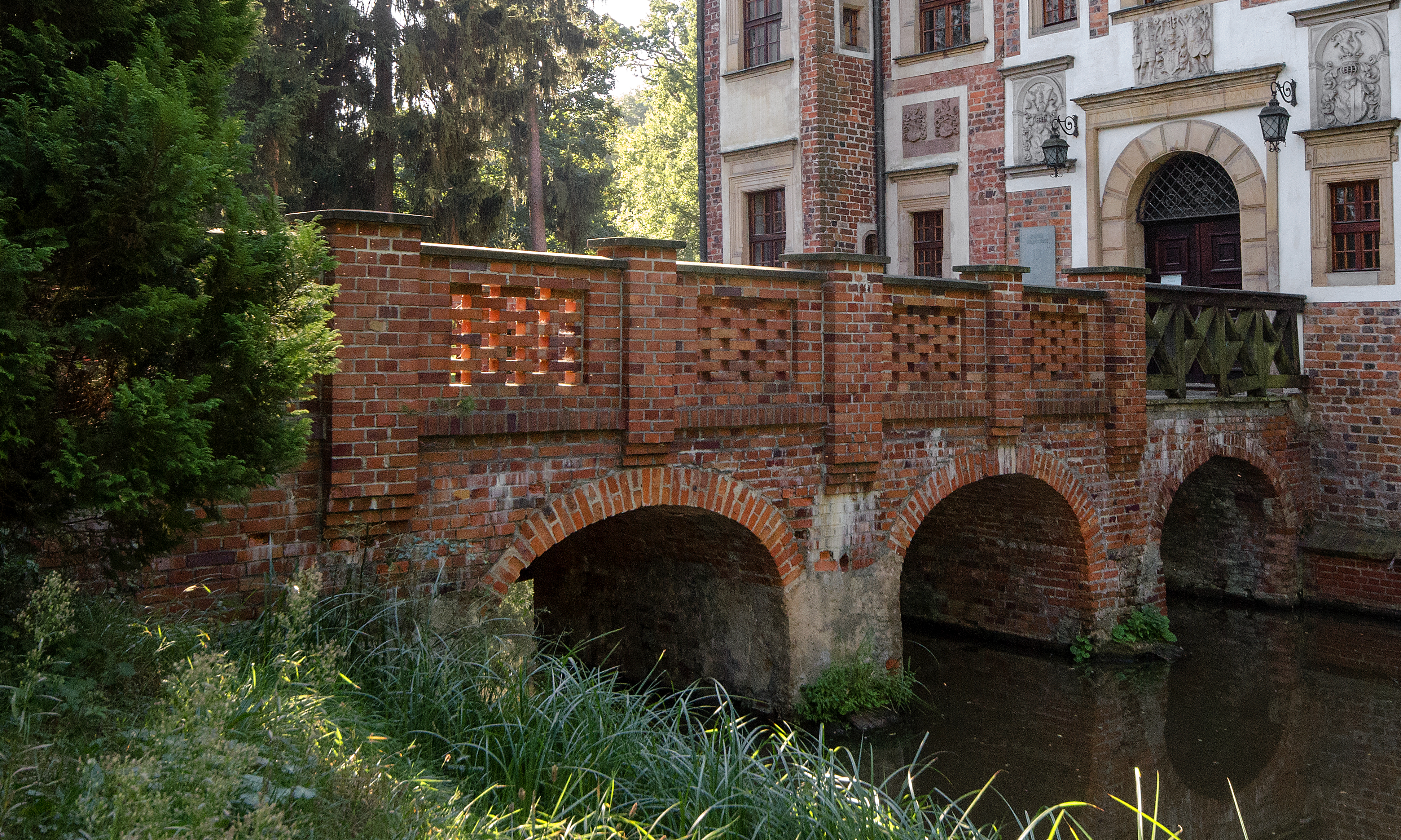
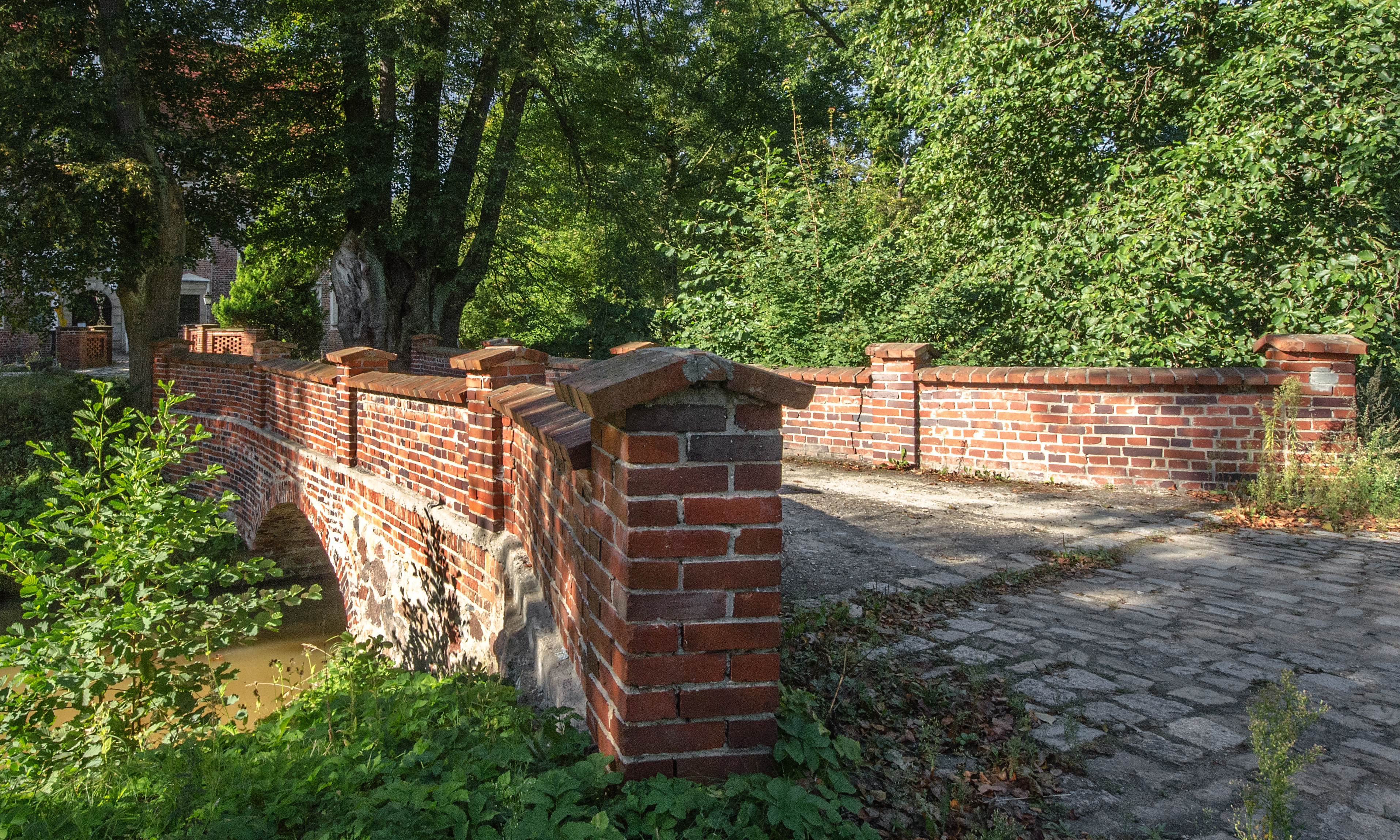
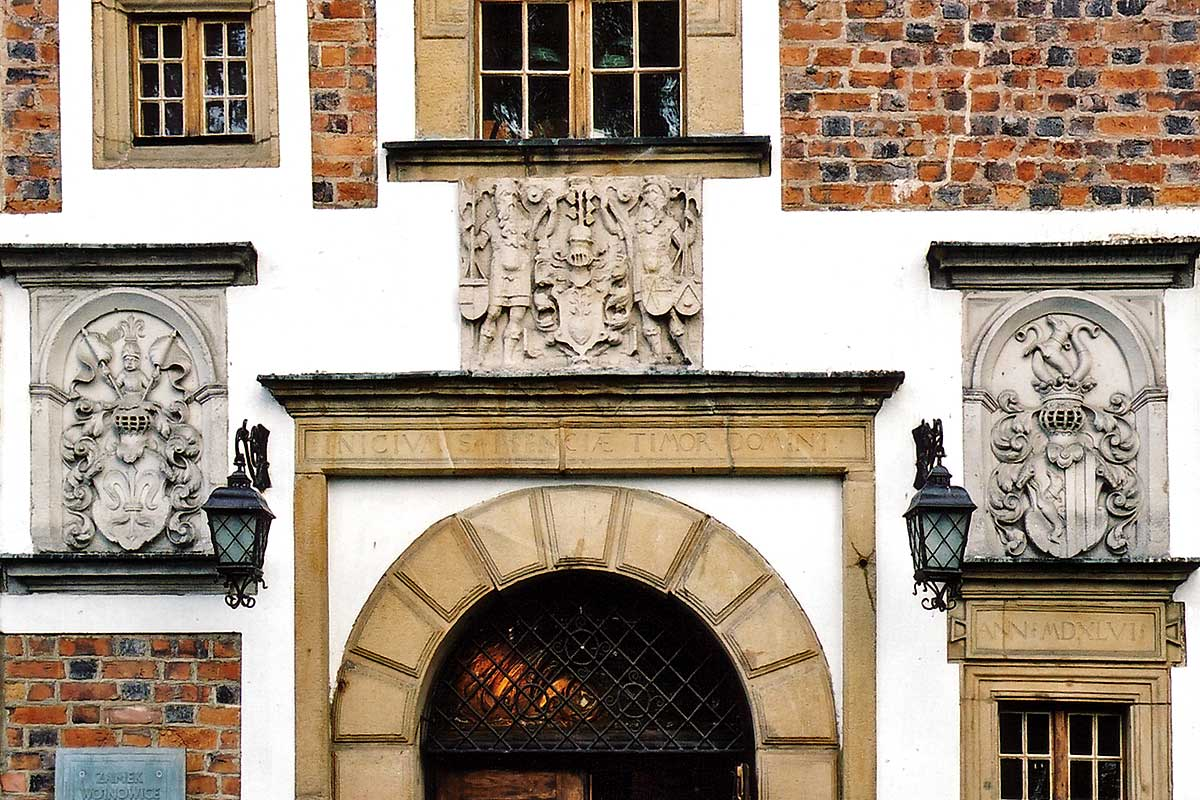
Vermählungswappen der Lukretia Boner mit Andreas von Hertwig, Bildhauer: Andreas Walther  d. Ä. um 1560–1568
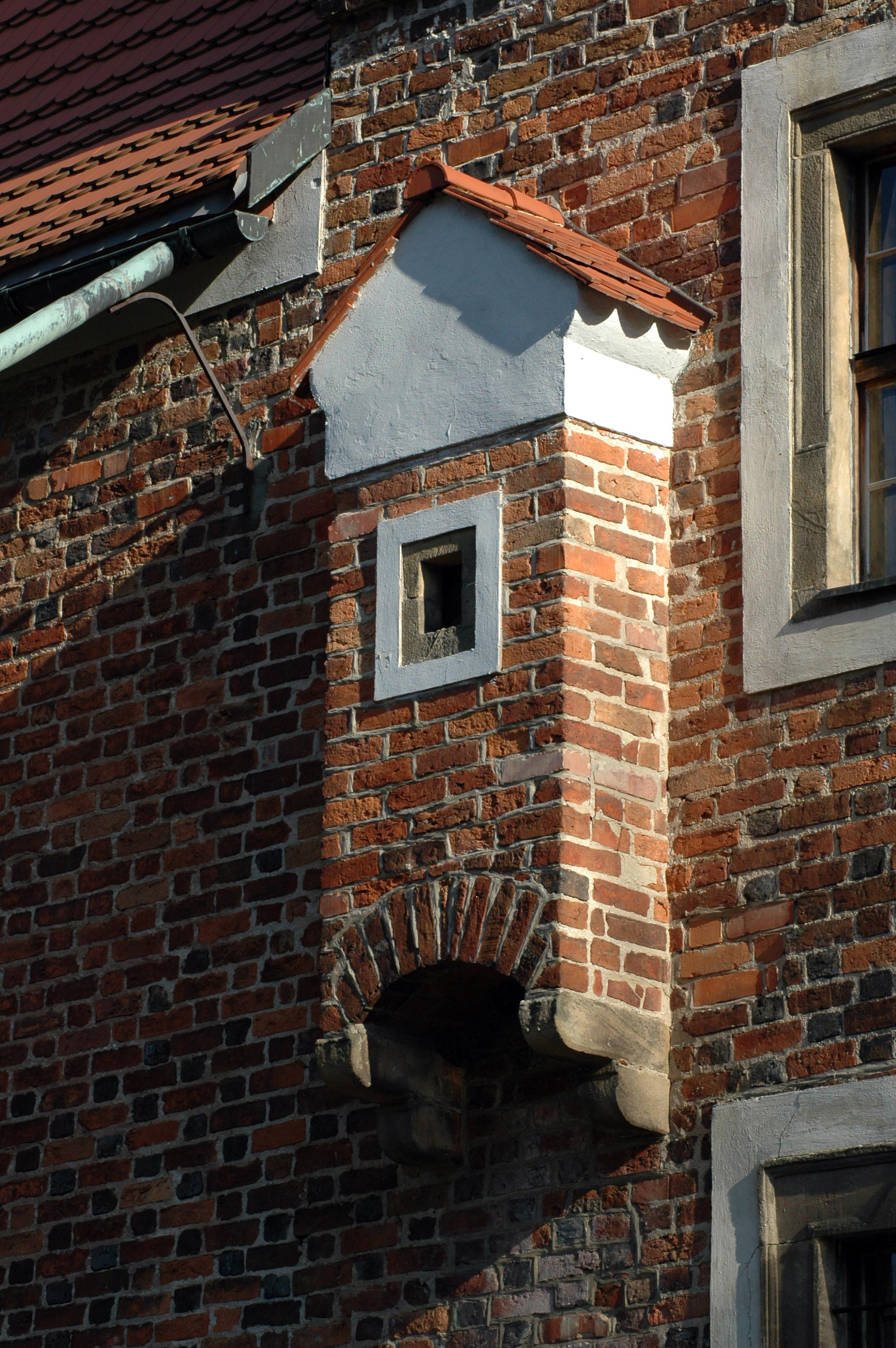